# Alexander Dorn (musiker)
Alexander Julius Paul Dorn, född den 8 juni 1833 i Riga, död den 27 november 1901 i Berlin, var en tysk musiker, son till Heinrich Dorn, bror till Otto Dorn.
Dorn blev 1869 pianolärare vid kungliga musikhögskolan i Berlin. Han var även en flitig kompositör.